# Love in the Time of Science
Love in the Time of Science – album studyjny islandzkiej wokalistki Emilíany Torrini. Wydany został w 1999 roku.

## Lista utworów
1. "To Be Free" (Emilíana Torrini, Eg White) 3:25
2. "Wednesday’s Child" (Roland Orzabal, Alan Griffiths) 3:54
3. "Baby Blue"  (Roland Orzabal, Alan Griffiths) 4:05
4. "Dead Things"  (Emilíana Torrini, Eg White) 4:25
5. "Unemployed in Summertime"  (Emilíana Torrini, Eg White) 3:46
6. "Easy" – (Emiliana Torrini, Eg White, Siggi Baldursson) 3:22
7. "Fingertips"  (Emiliana Torrini, Eg White, Siggi Baldursson) 3:43
8. "Telepathy"  (Siggi Baldursson, Johann G Johannsson) 4:01
9. "Tuna Fish"  (Emiliana Torrini, Eg White, Siggi Baldursson) 3:13
10. "Summerbreeze"  (Mark Abis) 3:48
11. "Sea People"  (Emilíana Torrini, Eg White) 1:12

## Single
- "Dead Things"
- "Baby Blue"
- "To Be Free"
- "Easy"
- "Unemployed in Summertime"